# Een held van onze tijd
Een held van onze tijd (Russisch: Герой нашего времени) is een roman van Michail Lermontov gepubliceerd in 1840. Hoofdpersoon is de jonge officier Grigori Aleksandrovitsj Petsjorin, een antiheld die gezien kan worden als een typisch voorbeeld van wat in de Russische literatuur later de 'overbodige mens' zou worden genoemd. Het boek bestaat uit drie delen van ongelijke lengte, waarbij het laatste deel op haar beurt weer bestaat uit drie dagboekfragmenten van Petsjorin. De roman speelt zich af in de Kaukasus.
Een held van onze tijd werd in 1972 in het Nederlands uitgegeven als onderdeel van de Russische Bibliotheek in een vertaling van Aleida Schot. Hans Boland maakte in 1994 een nieuwe vertaling onder de titel De held van onze tijd.

## Inhoud
Een held van onze tijd bestaat in feite uit vijf verhalen, die min of meer op zichzelf staan: Bela, Maksim Maksimitsj, Taman, Prinses Mary en De fatalist. De laatste drie verhalen worden gepresenteerd als dagboekfragmenten van de opgevoerde 'held' Petsjorin, die de rode draad vormt van het boek.

#### Bela
Bela is een raamvertelling. De schrijver annex ik-persoon ontmoet tijdens een reis door de Kaukasus de oudere kapitein Maksim Maksimitsj, die onder andere de geschiedenis van Petsjorin en Bela vertelt. Petsjorin is een jonge officier uit Sint-Petersburg, gestationeerd in de Kaukasus. Op een gegeven moment raakt hij geïnteresseerd in Bela, de mooie dochter van een inheemse vorst, die door velen wordt begeerd, onder andere door de ruwe Kazbitsj, een kozakkenfiguur met een duistere reputatie. Na een onderonsje met de broer van Bela schaakt Petsjorin haar, tegen haar wil, en houdt haar in de bergen gevangen. Na verloop van tijd begint ze echter aan hem gehecht te raken en wil ze niet meer bij hem weg. Ze lijkt van hem te zijn gaan houden. Vanaf dat moment echter verliest Petsjorin zijn interesse en begint haar te verwaarlozen. Als hij haar op een dag weer eens alleen laat wordt ze ontvoerd door Kazbitsj. Als Petsjorin vervolgens de achtervolging inzet, meer uit eergevoel dan uit liefde, steekt Kazbitsj Bela echter dood. Petsjorin reageert tamelijk onbewogen op de moord. Kazbitsj ontkomt.

#### Maksim Maksimitsj
In Maksim Maksimitsj zet de verteller zijn reis voort naar het noorden. Een paar dagen later ontmoet hij Maksimitsj opnieuw in Vladikavkaz, waar op dat moment toevalligerwijs ook Petsjorin verblijft. De ik-figuur observeert hem en constateert dat zijn ogen nimmer lachen. Petsjorin heeft echter nauwelijks tijd voor hem en Maksimitsj, tot teleurstelling van de laatste. Hij overhandigt de verteller een bundeltje papieren dat hij ooit van Petsjorin zou hebben gekregen, zeggende dat hij er toch geen belangstelling meer voor heeft. Het betreft drie dagboekfragmenten van Petsjorin. Als de verteller later hoort dat Petsjorin op zijn terugreis uit Perzië is overleden, besluit hij om ze te publiceren.

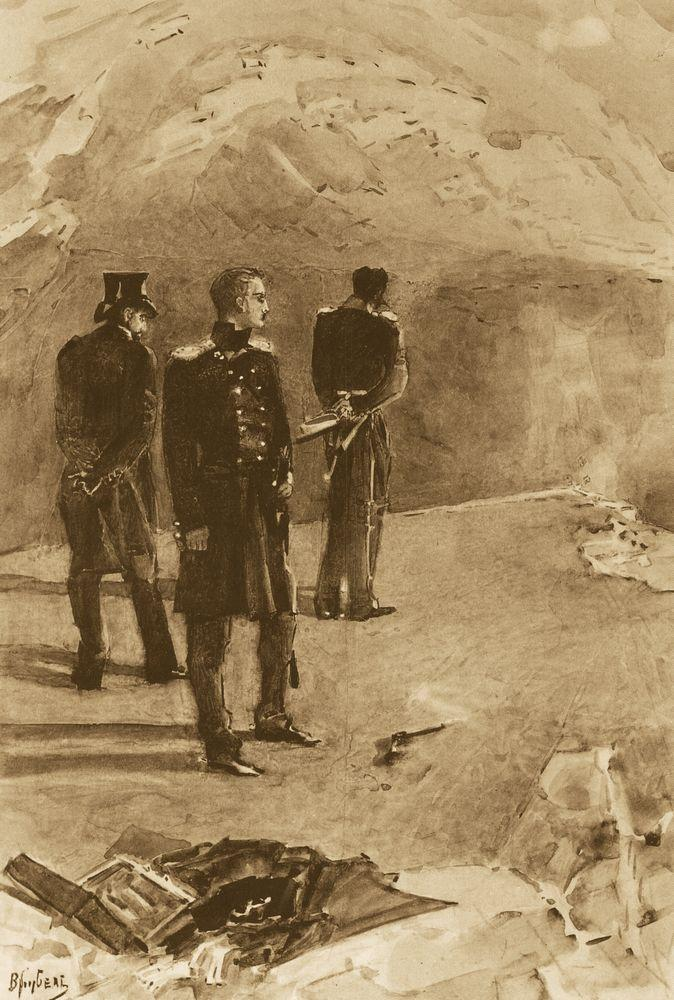
Michail Vroebel: Het duel tussen Petsjorin en Groesjnitski.

#### Taman
In het eerste dagboekfragment, Taman, beschrijft Petsjorin een avontuur dat hij beleefde in het havenplaatsje Taman, waar hij onderdak vindt bij een aantal armoedige mensen, waarvan de mooie dochter en de blinde zoon verwikkeld lijken in smokkelaarsactiviteiten. Hij plaagt het meisje door haar te zeggen dat hij hen zal aangeven bij de autoriteiten, waarna zij hem probeert uit een roeiboot te drukken. Uiteindelijk duwt hij echter haar uit de boot, waarna ze terugzwemt naar de oever. Ze lijkt nog steeds ontdaan. Kort daarna stapt ze in het smokkelaarsbootje en verdwijnt. Petsjorin reist vervolgens door en breekt het verhaal daarmee eigenlijk onvoltooid af. Het fragment draagt weinig bij tot de verdere handeling van de roman en staat min of meer op zichzelf.

#### Prinses Mary
Het centrale deel van de roman wordt gevormd door het tweede dagboekfragment, Prinses Mary. Als Petsjorin in het kuuroord Pjatigorsk arriveert treft hij daar de mooie, elegante en intelligente prinses Mary Ligovskaja. Mary wordt begeerd door de junker Groesjnitski, die indruk op haar probeert te maken door de tragische held uit te hangen en voortdurend te spreken in raadselen. Uit ergernis over hem begin nu ook Petsjorin werk te maken van Mary. Zijn tactiek is echter tegenovergesteld en hij probeert haar aanvankelijk alleen maar op allerlei manieren te ergeren. Mary krijgt een grote hekel aan hem, maar daarmee heeft hij wel bereikt wat hij wilde: hij is voortdurend in haar aandacht.
Vervolgens acht Petsjorin het tijd om toenadering te zoeken. Wanneer hij haar tijdens een feest ten dans vraagt, ontstaat een cynisch verbaal steekspel. Wanneer dan een dronken officier Mary plotseling lastigvalt, zet Petsjorin hem kordaat op zijn plaats, waarna Mary's houding plotseling verandert. Ze begint hem nu regelmatig op te zoeken en raakt in hem geïnteresseerd. Petsjorin buit dit uit door zich nadrukkelijk tegenover de opschepperige Groesjnitski te plaatsen, onder andere met een soort zelfbiecht tegenover Mary: hij is gedoemd ongelukkig te zijn, is slecht, maar alleen omdat de mensen hem zo gemaakt hebben. Mary blijkt gevoelig voor zijn tactiek van zelfbeklag en raakt op hem verliefd.
Petsjorin echter blijkt niet echt geïnteresseerd in de liefde van prinses Mary, maar is serieuzer in zijn relatie tot een andere vrouw, Vera, met wie hij in het verleden ooit een tragische liefdesaffaire heeft gehad. Vera is nu getrouwd met een veel oudere man, is ziek en blijkt voor een kuur in Pjatigorsk. Op een gegeven moment komen ze te logeren in dezelfde woning als die van Mary en haar moeder. Vera is nog steeds verliefd op Petsjorin en is in feite de enige die hem begrijpt. Als Petsjorin tijdens een paardenrit met opzet prinses Mary kust zodat Vera hen kan zien, vraagt ze Petsjorin vervolgens naar wat zijn echte gevoelens voor Mary zijn. Hij antwoordt haar dat het voor hem alleen maar een spelletje is. Vervolgens gaan hij en Vera weer een geheime verhouding aan.
Als Petsjorin op een gegeven moment na een nachtelijk rendez-vous uit het slaapkamerraam van Vera klimt, wordt hij betrapt door Groesjnitski, die meent dat hij van Mary afkomt. Opgejut door zijn vrienden daagt hij Petsjorin uit voor een duel. Groesjnitski schiet tijdens het duel als eerste, maar zijn schot schampt slechts het been van Petsjorin. Als Groesjnitski vervolgens weigert om vergiffenis te vragen omdat hij met de geweren heeft geknoeid, schiet Petsjorin hem dodelijk neer.

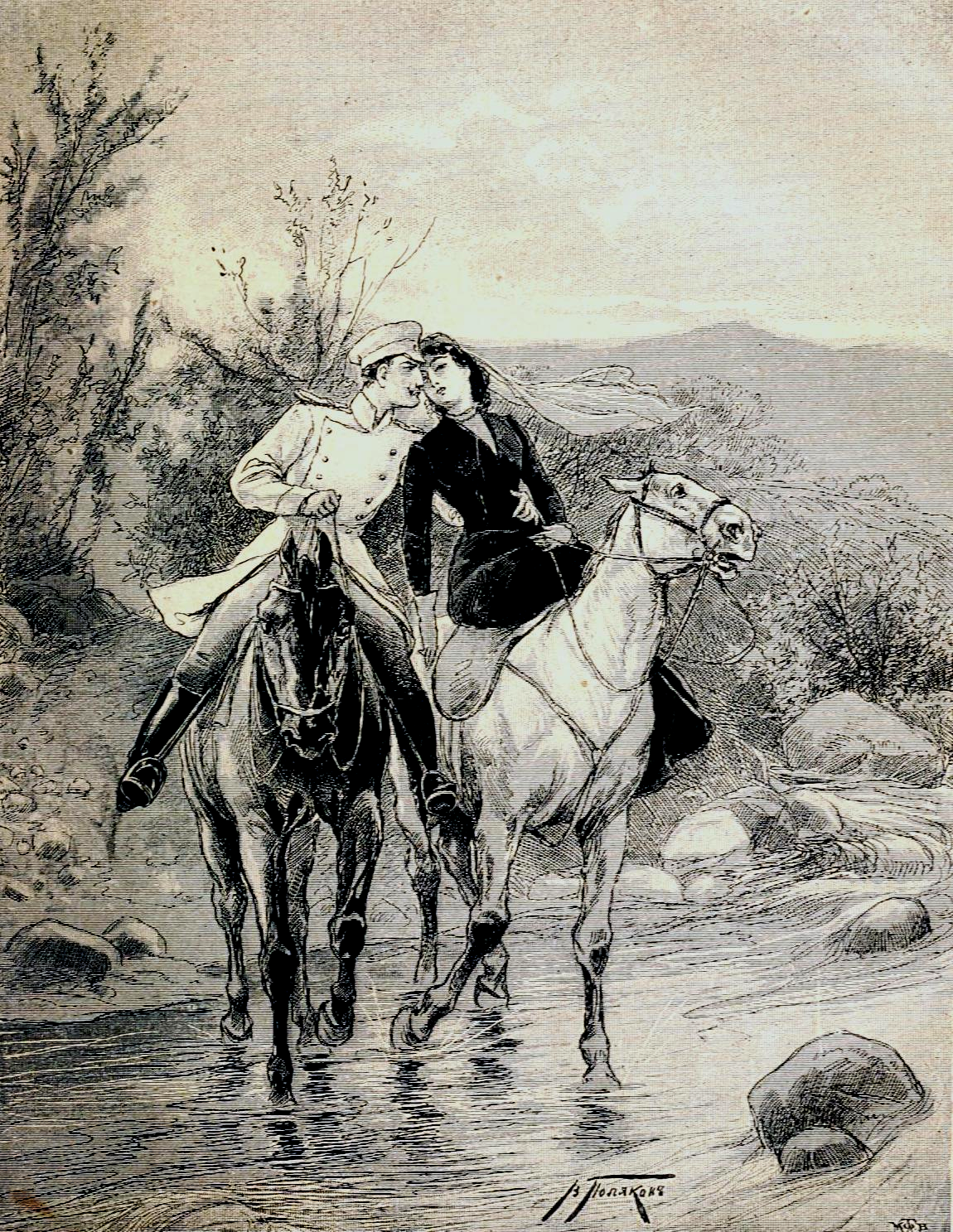
Petsjorin kust prinses Mary

Na het duel blijken Vera en haar man vertrokken. Haar man had blijkbaar lucht gekregen van de verhouding tussen zijn vrouw en Petsjorin. Vergeefs jaagt Petsjorin hen nog achterna, zijn paard bezwijkt zelfs onder zijn gejakker, en te voet keert hij terug naar Pjatigorsk. Als straf voor het duel blijkt hij te zijn overgeplaatst. Hij neemt afscheid van de zieke en weggeteerde Mary, die inmiddels ook is ingelicht over zijn relatie met Vera. Haar laatste woorden zijn: "Ik haat u". Petsjorin vertrekt.

#### De fatalist
De fatalist hangt er als slothoofdstuk, in vervolg op Prinses Mary, een beetje vreemd bij. Het is een op zich goed geschreven verhaal waarin Petsjorin zich vermetel toont en een gevaarlijke kozak overmeestert die kort tevoren een van zijn vrienden heeft vermoord. Deze actie toont zijn onverschilligheid voor zijn eigen leven. Een parallel kan worden getrokken met zijn houding in het duel met Groesjnitski.

## Duiding
De rode draad door Een held van onze tijd wordt in feite gevormd door de persoonlijkheid van Petsjorin, meer dan door de inhoud van de verhalen. In zijn introductie bij de tweede -herziene- uitgave van 1841 verklaart Lermontov dat hij met Petsjorin een portret van iemand van zijn eigen generatie heeft willen schilderen, “opgebouwd uit haar ondeugden”, hetgeen meteen een verklaring is voor de ironisch bedoelde titel.
Petsjorin wordt door Lermontov neergezet als een pessimistische, onverschillige fatalist, arrogant, manipulatief, intelligent, met veel zelfinzicht, maar uiteindelijk niet in staat iets van zijn leven te maken. In alles wat hij doet lijkt hij alleen maar anderen ongelukkig te maken, vaak uit minachting, maar toch ook zonder echt slecht of gevoelloos te zijn. Het bijzondere aan Petsjorin is zelfs dat hij het verwerpelijke van zijn gedrag ook ronduit bekent. Al met al is hij een prototype van wat later in de Russische literatuur de 'overbodige mens' zou worden genoemd, door Lermontov neergezet een product van de decadente maatschappij waarin hij leeft. Kort tevoren was dat type ook al gepresenteerd in Aleksander Poesjkins Jevgeni Onegin en later zou het met name ook terugkomen in de romans van Ivan Toergenjev en Ivan Gontsjarov. Eerdere invloeden zijn afkomstig van Lord Byron, die door zowel Poesjkin als Lermontov werd bewonderd. Daarnaast zitten er onmiskenbare autobiografische trekken in de roman. De ironie wil dat Lermontov twee jaar na het voltooien van de roman zelf omkomt tijdens een duel.
Los van de inhoud is Een held van onze tijd geschreven in een soepele, volkomen natuurlijke schrijfstijl. De natuurbeschrijvingen van de Kaukasus gelden volgens velen als schier onovertroffen. Daarnaast staat het werk vol met prikkelende aforismen, zoals "Vrouwen houden alleen van degenen die ze niet kennen" en "De geschiedenis van één mensenziel, hoe onbeduidend ook, is vaak interessanter dan de geschiedenis van een heel volk". Een held van onze tijd wordt wel de eerste psychologische roman in de Russische literatuur genoemd. De roman is van grote invloed geweest op een volgende generatie grote Russische schrijvers als Lev Tolstoj, Fjodor Dostojevski, Ivan Toergenjew en Anton Tsjechov. Tsjechov noemde Taman "met zijn knap opgebouwde spanning, zijn maanlichte geheimzinnige sfeer, zijn zweem van erotiek en de berustende melancholie" zelfs het beste verhaal ooit geschreven.